# Strangalia montivaga
Strangalia montivaga är en skalbaggsart som beskrevs av Chemsak och Linsley 1976. Strangalia montivaga ingår i släktet Strangalia och familjen långhorningar.
Artens utbredningsområde är:
- El Salvador.
- Guatemala.
- Honduras.

Inga underarter finns listade i Catalogue of Life.